# Zygostates cornigera
Zygostates cornigera là một loài thực vật có hoa trong họ Lan. Loài này được (Cogn.) Toscano mô tả khoa học đầu tiên năm 2001.